# Masahiro Miyashita
Masahiro Miyashita (jap. 宮下 真洋, Miyashita Masahiro; * 10. Oktober 1975 in Hokkaido) ist ein ehemaliger japanischer Fußballspieler.

## Karriere
Miyashita erlernte das Fußballspielen in der Schulmannschaft der Sapporo Daiichi High School und der Universitätsmannschaft der Kokushikan-Universität. Seinen ersten Vertrag unterschrieb er 1998 bei den Omiya Ardija. Der Verein spielte in der zweithöchsten Liga des Landes, der Japan Football League. Ende 2001 beendete er seine Karriere als Fußballspieler.